# Micrasema baitinum
Micrasema baitinum is een schietmot uit de familie Brachycentridae. De soort komt voor in het Oriëntaals gebied.